# Hilda Dallas
Hilda Dallas, née en 1878 au Japon et décédée en 1958, est une artiste et suffragette britannique.

## Biographie
Hilda Mary Dallas, et sa sœur Irene Dallas sont toutes deux des suffragettes et militantes féministes britanniques. Nées au Japon, elles sont les filles d’un marchand anglais, qui les laisse sans fortune à sa mort. Elles sont alors âgées d’une vingtaine d’années. Hilda Dallas étudie l’art à Londres, et intègre la Slade School of Art de 1910 à 1911,.
Elle rejoint très tôt, l'Union sociale et politique des femmes (WSPU), et participe à des manifestations de suffragettes,. Elle conçoit du matériel publicitaire destiné à transmettre publiquement leurs positions, dont des affiches pour la WSPU, et son média principal, le journal Votes for Women,.
En 1911, les deux sœurs boycottent le recensement national, alors qu'elles résident au 36 St George's Mansions, Red Lion Square, en signe de protestation contre le fait d'être comptées par le gouvernement britannique tout en se voyant refuser le droit de vote.
Hilda Dallas dessine et conçoit également des décors de scène, des costumes, ainsi que des livres illustrés. Elle devient scientiste chrétienne.

## Mouvement des Suffragettes
Hilda Dallas participe en 1908, à une manifestation encourageant les femmes à venir à la manifestation du 30 juin 1908, devant la Chambre des Communes du Royaume-Uni, aux côtés de Dorothy Hartopp Radcliffe, Charlotte Marsh et Dora Spong. Une photographie de l’évènement est conservée au Musée de Londres.
À partir de 1909, elle est une artiste impliquée au Suffrage Atelier, qui forme et soutient les artistes pour créer des médias en faveur du suffrage des femmes. Elle conçoit une affiche pour Votes for Women, la publication de la WSPU, puis redessine une affiche mettant en scène Jeanne d'Arc lorsque le journal est renommé The Suffragette,,.
Le 25 janvier 1909, sa sœur Irene Dallas est emprisonnée à la prison de Holloway, après s’être introduite au 10 Downing Street avec d’autres suffragettes,. À Noël 1912, les deux sœurs sont invitées chez Christabel Pankhurst à Paris.
Son travail a été exposé dans le cadre de l'Allied Artists' Association et de la Society of Women Artists.